# Let the Jukebox Keep On Playing
"Let the Jukebox Keep On Playing" är en singel av den amerikanska rockabilly- och rock & rollsångaren Carl Perkins, utgiven den 22 oktober 1955. På B-sidan återfinns sången "Gone, Gone, Gone", och spelades in vid Sun Studio i Memphis, Tennessee med Sam Phillips som producent.

## Medverkande
- Carl Perkins – sång, sologitarr
- Jay Perkins – kompgitarr
- Clayton Perkins – basgitarr
- W.S. Holland – trummor